# Macropeza navasi
Macropeza navasi är en tvåvingeart som först beskrevs av Seguy 1934.  Macropeza navasi ingår i släktet Macropeza och familjen svidknott. Inga underarter finns listade i Catalogue of Life.